# 阿波美-卡拉维大学
阿波美-卡拉维大学（法語：Université d'Abomey-Calavi），是一所位于非洲贝宁的大学，他建立于1970年，称达荷美大学。1975年，改名为贝宁国立大学。2001年改为现名。
学校包括19个机构和六个校区，1999年有超过16000名学生，其中包括有超过3300名女性。